# Alfa Romeo MiTo
O Alfa Romeo MiTo (conhecido internamente como o tipo 955) é um supermini (citadino) desportivo de 2 portas introduzido no dia 19 de Junho de 2008, no Castello Sforzesco em Milão, com um introdução internacional no British Motor Show em 2008. O carro estava disponível nos mercados principais da Alfa desde Julho. O hatchback de duas portas tem tracção às rodas dianteiras e está a ser vendido para competir com o MINI e o novo Audi A1. Desenhado pelo Centro Stile Alfa Romeo, acredita-se que o desenho foi inspirado no 8C Competizione.
O MiTo é construído na plataforma Fiat/GM SCSS usada no Fiat Punto, Opel Corsa, Fiat Linea, Fiat Fiorino, Citroën Nemo, Peugeot Bipper, Fiat Doblò e Opel Meriva.

## Origem do Nome
O carro chamou-se provisoriamente "Junior". Em 2007, foi lançado uma competição a nível europeu em que o público poderia escolher o nome do carro. O vencedor de cada país receberia um Alfa Romeo Spider ou uma bicicleta de montanha Alfa Romeo: O nome vencedor foi "Furiosa", que foi bem aceite na Itália, em França, na Alemanha e no Reino Unido, mas não em Espanha.
No entanto, em 14 de Março de 2008, a Alfa Romeo anunciou oficialmente que o nome do carro iria ser "MiTo", uma abreviação das cidades de Milano (Milão) e Torino (Turim), porque foi desenhado na primeira e iria ser fabricado na última; o nome é também um trocadilho com a palavra italiana "Mito" que quer dizer exactamente o mesmo em português.

## Características

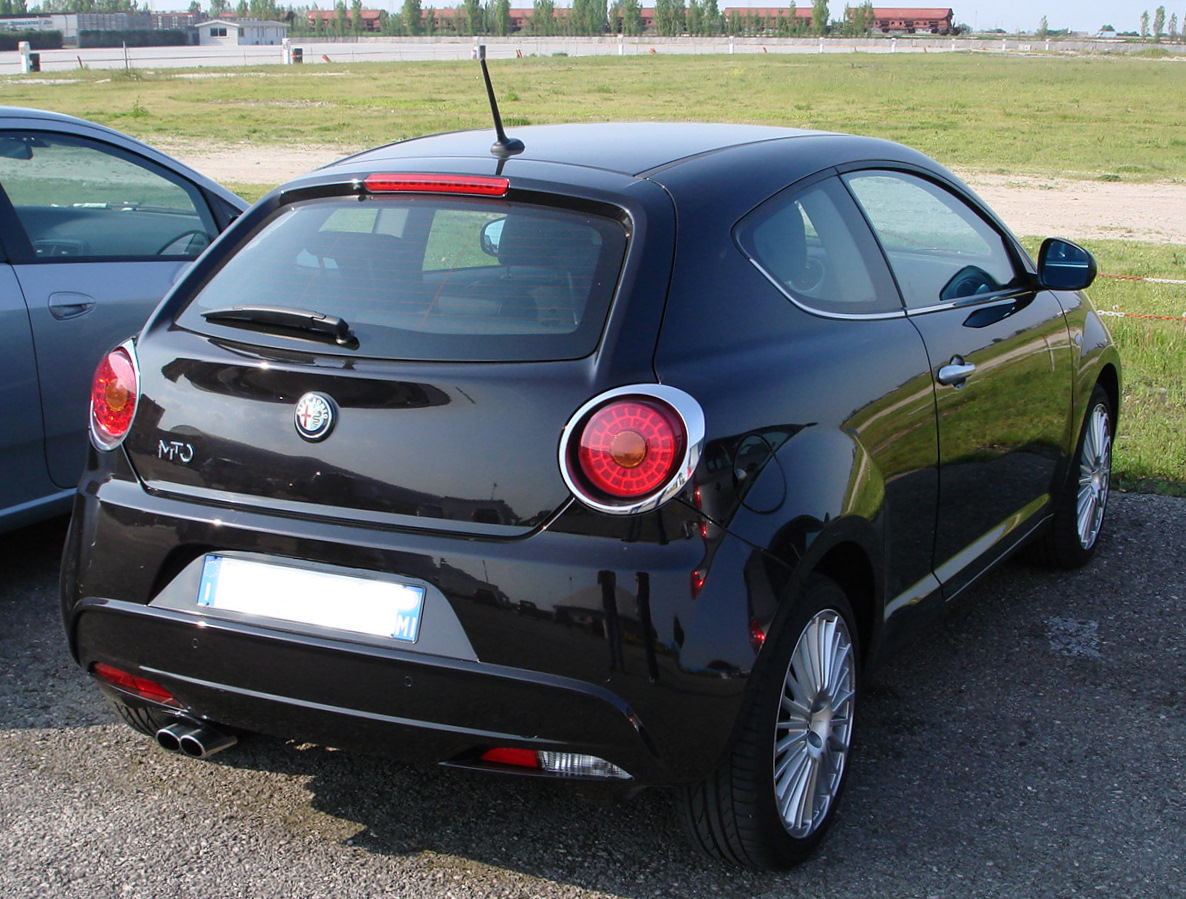
Vista traseira do Alfa Romeo MiTo

O carro tem um novo sistema chamado "Alfa DNA" que permite ao condutor entre três definições de condução: Dynamic (Dinâmico), Normal (Normal) e All-Weather (Todo o Tempo). Este sistema controla o comportamento do motor, travões, condução, suspensão e caixa de velocidades. O MiTo também tem faróis traseiros LED e 250 litros de espaço na mala. O MiTo também tem um diferncial electrónico Q2 nas rodas dianteiras, que permite fazer curvas mais rapidamente e de uma maneira mais apertada sem perda de tracção. A agressividade do diferencial está ligada ao sistema DNA.

## Conceito MiTo GTA
O GTA (Gran Turismo Alleggerita), a versão mais desportiva do MiTo foi desvendada no Salão de Genebra de Março de 2009 como um protótipo. Estava versão tinha um motor 1.75 com turbocompressor com injecção de combustível directa e comando variável das válvulas de admissão e exaustão. A escolha do tamanho do motor é muito importante - o motor 1750 DOHC de 4 cilindros em linha foi o maior motor disponível em Alfa Romeos durante anos e portanto, uma associação certa a ser premiada pela Alfisti. Portanto, esta disposição particular é certa de garantir vendas entre os entusiastas. A máxima potência é de 240 cv. O MiTo GTA tem velocidade máxima de 250 km/h e uma aceleração do 0 aos 100 km/h em 5 segundos. O peso do GTA tem sido reduzido por causo do uso de fibra de carbono para o aileron traseiro e capotas para os espelhos e tecto. O alumínio também é usado para poupar peso. A suspensão é baixada em 20 mm e o carro tem suspensão traseira activa.
Os planos sobre a produção do carro estão parados graças à crise económica mundial.

## MiTo Cabriolet
Em Junho de 2008, o antigo director executivo da Alfa Romeo Luca de Meo anunciou que uma versão descapotável do MiTo chamada MiTo Cabriolet iria ser adicionada à gama em 2010.

## MiTo Quadrofoglio Verde
A versão Quadrofoglio Verde do MiTo foi apresentada no Salão de Frankfurt de 2009. O Quadrifoglio Verde (em português, o trevo de quatro folhas verde) tem sido tradicionalmente a linha mais alta dos modelos da Alfa Romeo. A versão QV tem o novo motor Multiair de 1.4L com 170 cv e uma suspensão, direcção desenvolvida recentemente e uma caixa de velocidades C635 com 6 velocidades nova desenvolvida pela Fiat Powertrain Technologies (FPT). A nova tecnologia Multiair permite o consumo de combustível de 6 litros aos 100 km em condução combinada e emissões de CO2 de 139 g/km.

## Motores
O MiTo tem motores de gasolina e diesel com pouca cilindrada e com turbo. Existe também uma variante do motor com potência limitada a 79 cv para ir de acordo com a nova lei italiana para jovens. O MiTo tem motores Multiair com  um sistema de controlo de válvulas electro-hidráulico novo desde Setembro de 2009. Os motores Multiair vão aumentar a potência (até 10%) e o torque (até 15%), tal como uma redução considerável dos níveis de consumo (até 10%), emissões de CO2 (até 10%), de partículas (até 40%) e de NOx (até 60%). O novo motor está disponível com 105 cv, 135 cv e 170 cv. Todas as versões MultiAir têm sistema Start&Stop de série. Em Outubro de 2009 foi desvendada uma versão do MiTo com duplo combustível, que pode andar com GPL (Gás de Petróleo Liquefeito) ou petróleo, com este motor o MiTo tem um alcance de 1200 quilómetros. A versão GPL é feita com uma colaboração com Landi Renzo. No verão de 2010 tornou-se disponível uma versão com uma transmissão com dupla embraiagem a seco chamada Alfa TCT.

### Gasolina
| Modelo                 | Motor | Cilindrada | Potência         | Torque           | 0–100 km/h s | Velocidade Máxima | Anos      |
| ---------------------- | ----- | ---------- | ---------------- | ---------------- | ------------ | ----------------- | --------- |
| 1.4 MPI                | I4    | 1368 cc    | 78 cv @6000 rpm  | 120 Nm @4750 rpm | 12.3         | 165 km/h          | 2008-     |
| 1.4 MPI                | I4    | 1368 cc    | 95 cv @6000 rpm  | 129 Nm @4750 rpm | 11.2         | 180 km/h          | 2008-     |
| 1.4 JTB                | I4    | 1368 cc    | 120 cv @5000 rpm | 206 Nm @1750 rpm | 8.8          | 195 km/h          | 2008–2009 |
| 1.4 JTB                | I4    | 1368 cc    | 155 cv @5500 rpm | 230 Nm @3000 rpm | 8.0          | 215 km/h          | 2009-     |
| 1.4 MPI (multiair)     | I4    | 1368 cc    | 105 cv @6500 rpm | 130 Nm @4000 rpm | 10.7         | 187 km//h         | 2009-     |
| 1.4 JTB (multiair)     | I4    | 1368 cc    | 135 cv @5250 rpm | 206 Nm @1750 rpm | 8.4          | 207 km/h          | 2009-     |
| 1.4 JTB (multiair) TCT | I4    | 1368 cc    | 135 cv @5250 rpm | 230 Nm @1750 rpm | 8.2          | 207 km/h          | 2010-     |
| 1.4 JTB (multiair)     | I4    | 1368 cc    | 170 cv @5500 rpm | 250 Nm @2500 rpm | 7.5          | 219 km/h          | 2009-     |

### Diesel
| Modelo  | Motor | Cilindrada | Potência         | Torque           | 0–100 km/h s | Velocidade Máxima | Anos      |
| ------- | ----- | ---------- | ---------------- | ---------------- | ------------ | ----------------- | --------- |
| 1.3 JTD | I4    | 1248 cc    | 90 cv @4000 rpm  | 200 Nm @1750 rpm | 11.8         | 178 km/h          | 2008-2009 |
| 1.3 JTD | I4    | 1248 cc    | 95 cv @4000 rpm  | 200 Nm @1500 rpm | 11.6         | 180 km/h          | 2009-     |
| 1.6 JTD | I4    | 1598 cc    | 120 cv @3750 rpm | 320 Nm @1750 rpm | 9.7          | 198 km/h          | 2008-     |

### GPL
| Modelo        | Motor | Cilindrada | Potência         | Torque           | 0–100 km/h s | Velocidade Máxima | Anos  |
| ------------- | ----- | ---------- | ---------------- | ---------------- | ------------ | ----------------- | ----- |
| 1.4 Turbo GPL | I4    | 1368 cc    | 120 cv @5000 rpm | 206 Nm @1750 rpm | 8.8          | 198 km/h          | 2009- |

### Consumo de Combustível
| Modelo                      | Cidade l/100 km | Autoestrada l/100 km | Combinado l/100 km | Emissões de CO2 g/km |
| --------------------------- | --------------- | -------------------- | ------------------ | -------------------- |
| 1.4 MPI (78 cv)             | 7.7 L/100 km    | 4.8 L/100 km         | 5.9 L/100 km       | 138                  |
| 1.4 MPI (95 cv)             | 7.7 L/100 km    | 4.8 L/100 km         | 5.9 L/100 km       | 138                  |
| 1.4 JTB (120 cv)            | 8.1 L/100 km    | 5.0 L/100 km         | 6.1 L/100 km       | 145                  |
| 1.4 JTB (155 cv)            | 8.5 L/100 km    | 5.3 L/100 km         | 6.5 L/100 km       | 145                  |
| 1.4 MPI (105 cv)            | 7.6 L/100 km    | 4.8 L/100 km         | 5.8 L/100 km       | 136                  |
| 1.4 JTB (135 cv)            | 7.4 L/100 km    | 4.5 L/100 km         | 5.6 L/100 km       | 129                  |
| 1.4 JTB TCT (135 cv)        | 7.1 L/100 km    | 4.5 L/100 km         | 5.5 L/100 km       | 126                  |
| 1.4 JTB (170 cv)            | 8.1 L/100 km    | 4.8 L/100 km         | 6.0 L/100 km       | 139                  |
| 1.3 JTD (90 cv)             | 6.0 L/100 km    | 3.6 L/100 km         | 4.3 L/100 km       | 145                  |
| 1.3 JTD (95 cv)             | na              | na                   | 4.3 L/100 km       | 112                  |
| 1.3 JTD (95 cv) Start&Stop  | 5.5 L/100 km    | 3.6 L/100 km         | 4.3 L/100 km       | 104                  |
| 1.6 JTD (120 cv)            | 5.9 L/100 km    | 4.1 L/100 km         | 4.8 L/100 km       | 126                  |
| 1.6 JTD (120 cv) Start&Stop | 5.9 L/100 km    | 4.1 L/100 km         | 4.8 L/100 km       | 114                  |
| 1.4 Turbo GPL (120 cv)      | 10.6 L/100 km   | 6.6 L/100 km         | 8.1 L/100 km       | 131 (a gasolina)     |

Fonte

## Segurança

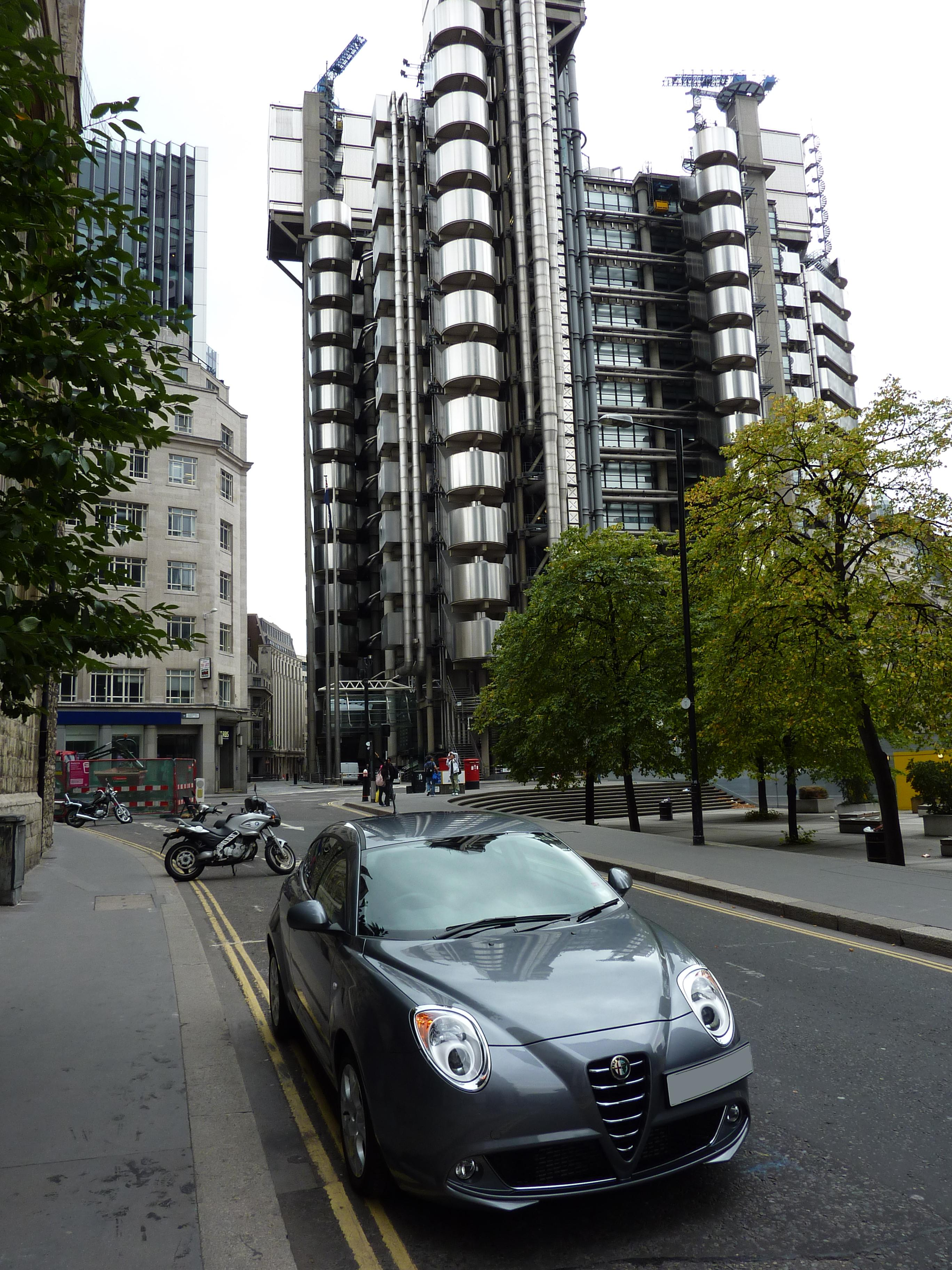
Alfa Romeo MiTo em Londres

O MiTo foi premiado com um resultado de cinco estrelas no teste de colisão da EuroNCAP. Vêm de série sete airbags. O MiTo também teve um "bom" ou verde no primeiro teste de impacto traseiro (chicote) da EuroNCAP.
O MiTo recebeu as seguintes avaliações:
| Ocupante Adulto:  | 5 de 5 estrelas. |
| Ocupante Criança: | 3 de 5 estrelas. |
| Pedestre:         | 2 de 4 estrelas. |